# Schleswig-Holsteinisches Infanterie-Regiment Nr. 163

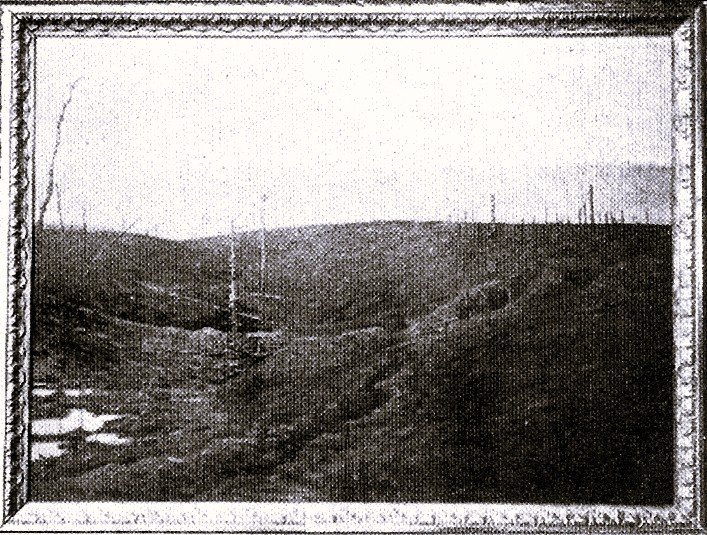
Die Gießeler Höhe (Hans am Ende) für das IR 163 (1916)

Das Schleswig-Holsteinische Infanterie-Regiment Nr. 163 war ein Infanterieverband der Preußischen Armee. Während des Ersten Weltkriegs kämpfte es an der Westfront und bestand seine Feuertaufe in der Schlacht von Noyon. 

## Organisation

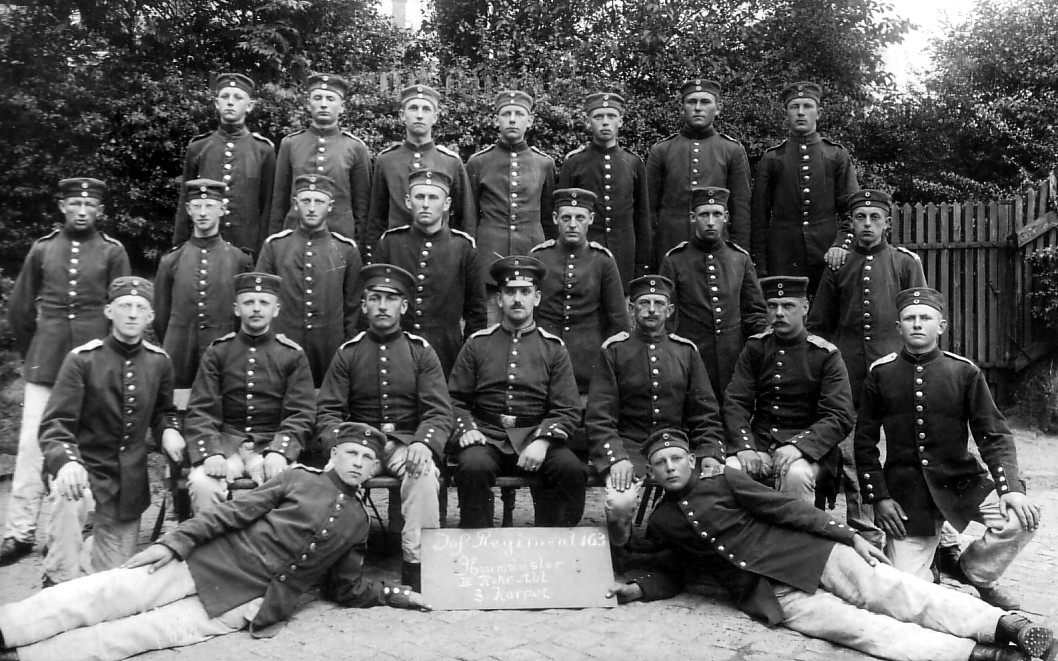
Gruppenbild einer Korporalschaft des Regiments

### Name
Am 27. Januar 1902 erließ Wilhelm II. den Armee-Befehl, dass die bislang noch ohne landmannschaftliche Bezeichnung geführten Verbände zur besseren Unterscheidung und zur Traditionsbildung eine Namenserweiterung erhielten. Das Regiment führte daher ab diesem Zeitpunkt die Bezeichnung Schleswig-Holsteinisches Infanterie-Regiment Nr. 163.
Die Garnison-Stadt Neumünster schenkte dem Regiment einen Schellenbaum aufgrund des 10-jährigen Bestehens des Regiments.

### Unterstellungen

#### Vorabend des Ersten Weltkriegs
- IX. Armee-Korps in Altona
  - 17. Division in Schwerin
    - 81. Infanterie-Brigade in Lübeck
      - Infanterie-Regiment „Lübeck“ (3. Hanseatisches) Nr. 162 in Lübeck
      - Schleswig-Holsteinisches Infanterie-Regiment Nr. 163

#### Erster Weltkrieg
Das Regiment war während des gesamten Krieges der 81. Infanterie-Brigade der 17. Reserve-Division unterstellt. Sie gehörte zum IX. Reserve-Korps (Nordarmee) der 1. Armee. Ende September 1915 wechselte das Korps von der 1. zur 2. Armee (Rupprecht von Bayern) und wurde im Juli 1916 wieder der 1. unter General Fritz von Below, welche zu jener Zeit der Armeegruppe „Gallwitz“ angehörte, unterstellt.

### Gliederung
- I. und II. Bataillon in Neumünster
- III. Bataillon in Lockstedter Lager / bei Itzehoe. Die Kaserne in Heide / Dithmarschen war noch nicht fertiggestellt. Das III. Bataillon rückte daher direkt vom Lockstedter Lager in den I. Weltkrieg ein.

#### Unterstellte Truppenteile
- Oktober 1913 hatte das Regiment als Teil des I. Bataillons eine MG-Kompanie
  - ein Hauptmann
  - sechs Maschinengewehre
- mit der Mobilmachung wurde eine Radfahrer-Abteilung geschaffen
  - ein Leutnant
  - vierzig Mann
- ab 1916 erhielt jedes Bataillon einen Beobachtungs-Offizier. Ab da wurden die verwendeten Karten in Planquadrate aufgeteilt.
- 3. August 1916 MG-Scharfschützen-Trupp 150 wird zugeteilt. Im November wurde er wieder entlassen.
- 26. August 1916 – Bildung der Bau-Kompanie
  - ein Vizefeldwebel
  - sechs Unteroffiziere
  - fünfzig Mann
- zur Bedienung der am 15. September 1916 zugewiesenen neuen Bewaffnung wurde eine MW-Kompanie gebildet
  - ein Leutnant
  - zwölf Granatwerfer
- ab 28. Oktober 1916 wurde in jedem Bataillon eine MG-Kompanie gebildet
- auf Befehl des Generalkommandos wurde beim Regiment am 10. November 1916 eine Lehr-Kompanie für die Ausbildung im Grabenkampf gebildet. Es lehrte in Morslede[1]
  - ein Leutnant
  - drei Züge (einer pro Bataillon)
    - à drei Gruppen
- am 29. Januar 1917 wurde die Regiments-M.W.K. aufgelöst.
  - in jedem Bataillon wurde eine neue aufgestellt
  - die Granatwerfer traten zu den M.W.K.s
  - in jeder Kompanie wurden zwölf Mann am leichten Minenwerfer (MW) ausgebildet, um mögliche Mannschaftsausfälle in den MW-Kompanien zu kompensieren
- am 2. März 1917 wurde in jedem Regiment eine Nachrichten-Kompanie (Nachrichten-Mittel-Abteilung = N. M. A.) gebildet
  - ein Leutnant
  - alle Fernsprecher
  - alle Lichtsignalisten

#### Abtretungen
- Am 1. Oktober 1913 trat das Regiment eine Kompanie zur Bildung des III. Bataillons des Infanterie-Regiments „Lübeck“ (3. Hanseatisches) Nr. 162 ab.
- 15. Mai 1915 – 13. und 14. Kompanie werden als 11. und 12. Kompanie an das neu aufzustellende Infanterie-Regiment Nr. 187 abgegeben.[2]
- 25. August 1916
  - 190 Mann 6. Bay. Mineur-Kompanie
  - Zehn Mann zur Pionier-Kompanie 268
- 5. September 1916 – Abgabe einer Kompanie an neu aufzustellendes Ersatz-Infanterie-Regiment X, aus dem am 12. September 1916 das Infanterie-Regiment Nr. 394 gebildet wurde[3]

## Bewaffnung und Ausrüstung

### Hauptbewaffnung
- Das Regiment wurde mit dem Gewehr 88 und dem Seitengewehr 71 bewaffnet
- ab Februar 1915 wurden die Soldaten des Regiments mit Handgranaten ausgerüstet
- August 1915 Minenwerfer
- August 1915 Gas
- am 5. August 1916 wurden erstmals Stahlhelme in die vorderste Linie befördert
- am 15. September 1916 wurden dem Regiment zwölf Granatwerfer zugewiesen

### Uniform

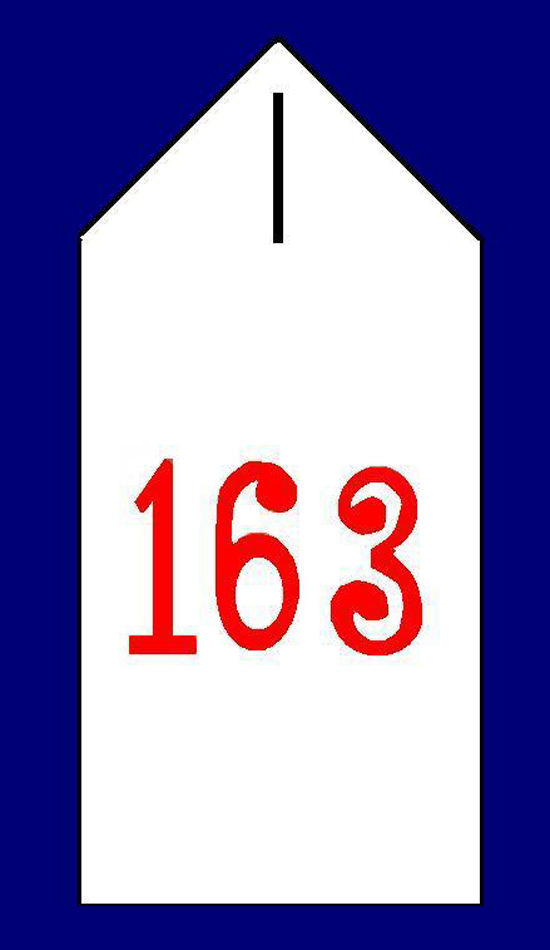

Als Bestandteil der Preußischen Armee trug es die entsprechende Infanterieuniform. Neben der schwarz-weiß-roten Reichskokarde führte es die schwarz-weiße Landeskokarde am Helm und an der Mütze. Die weißen Schulterklappen trugen die rote Nummer „163“, die Patten rot mit gelber Paspel. Die Knöpfe, die die Schulterklappen befestigten und deren Nummer die der Kompanie des Trägers war, waren aus Tombak.

### Fahne

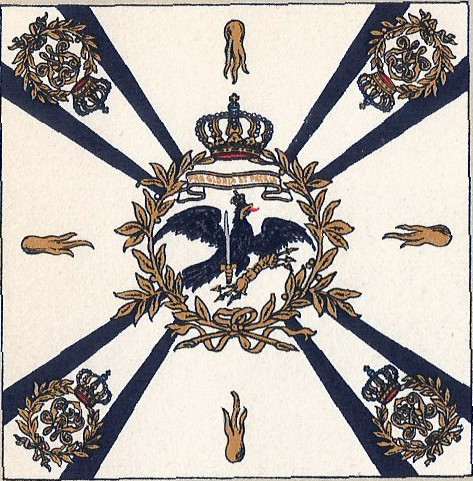
Regimentsfahne

Am 16. Oktober 1897 verlieh der Kaiser den Bataillonen ihre Fahne. Bei deren Nagelung schlug dieser den ersten Nagel ein. Deren Weihe fand am Folgetag vor dem Denkmal Friedrichs des Großen statt.
Das Aussehen von den Fahnen der Linien-Infanterie-Regimenter der Preußischen Armee war dem Korps, zu dem das Regiment gehörte, entsprechend reglementiert.
Die seidenen Fahnen zeigten auf weißem Grunde ein schwarzes Kreuz, in dessen Mitte der friederizianische Adler emporstieg. In den vier Ecken war in Gold der kaiserliche Namenszug eingestickt. Zum Gottesdienst standen die Fahnen am Altar der Garnisonkirche, der Vicelinkirche in Neumünster.
Anlässlich der Jahrhundertwende erhielten die Fahnen Fahnenbänder mit goldenen Spangen, welche die Jahreszahlen 1900 und 1901 trugen.
Im Januar 1913 übergab dem III. Bataillon Oberst Trützschler von Falkenstein gemäß A.K.O. vom 1. Januar seine Fahne.
Die heute unverständliche Bedeutung einer Fahne wird anhand einer Begebenheit am Anfang des Krieges in der Regimentsgeschichte geschildert. Es begab sich, dass beim Zurückgehen des I. Bataillons nördlich L'Ecouvillons dessen Fahne in Gefahr geriet. Sechs Mann, so wird geschildert, eilten zurück und brachten die Fahne ins Bataillon zurück. Hierbei fielen von ihnen drei.
Am 27. Januar 1915, des Kaisers Geburtstag, wurden die Regimentsfahnen von dessen Ruhekompanien anlässlich der aus jenem Anlass östlich Orvals vor dem Regimentskommandeur abgehaltenen Parade letztmals entfaltet. Nach Ende des Krieges wurden die Fahnen ins Zeughaus nach Berlin überführt.
Heute, Mai 2025, stehen die Fahnen der Bataillone des Regiments im Deutschen Historischen Museum in Berlin. Vollständig, mit sichtbaren Restaurierungsarbeiten, ist nur noch die Fahne des II. Bataillons vorhanden, die des I. und II. Bataillons nur noch rudimentär vorhanden, z. B. ohne Fahnentuch, nur noch die Fahnenstangen.

## Geschichte

### Gründung
Am 1. April 1897, dem Jahrestag der Geburt Bismarcks, wurde es im Zuge der Heereserweiterung 1897 aus den Regimentern der 18. Division – dem 31., 84., 85 und 86 – gegründet.
Per Gesetz, betreffend die Friedens-Präsenzstärke des deutschen Heeres vom 3. August 1893 waren u. a. diese um zwei Kompanien erweitert worden. Dieses IV. Halbbataillon gaben sie nun, per Version des Gesetzes vom 28. Juni 1896, wieder ab. Es wurden 33 neue Regimenter zu zwei Bataillonen gebildet. Die Allerhöchste Kabinetts-Ordre (A.K.O.) vom 29. August 1899 legte den 31. März 1897 als Stiftungstag fest.
Mit der Ergänzung des Gesetzes der Friedenpräsenzstärke des Jahres 1911 vom 14. Juni 1912, die Anzahl der Bataillone stieg von 634 auf 651, erhielt das Regiment sein III. Bataillon. Als dessen Garnisonsstadt war Heide ausersehen. Das Bataillon wurde durch Kompanieabtretungen der Infanterie-Regimenter Nr. 75, 84, 85 und 86 aufgestellt. Bataillonsführer wurde Major Alexander Kutscha.

### Garnison

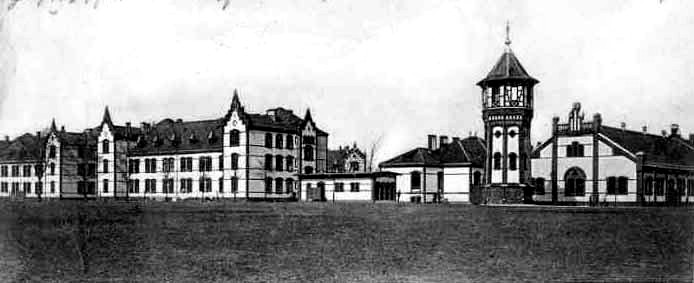
Kaserne des Regiments (sog. Neue Kaserne) in Neumünster 1906

Die vorher in Neumünster garnisonierte Reitende Abteilung des Feldartillerie-Regiments Nr. 9 wurde nach Itzehoe verlegt. Ihre Kaserne bezogen die 6. und 8. Kompanie des Regiments. Der Rest musste sich vorerst mit Massenquartieren der Stadt begnügen, bis die von der Stadt errichteten Kasernen bezugsfertig waren.
Die Schießstände standen in Krogaspe, das Exerzieren fand zunächst auf dem Ehndorfer Exerzierplatz statt. Als sich dieser mit der Zeit als den Anforderungen nicht mehr genügend erwies, erwarb man ein Gelände an der Boostedter-Chaussee. Der neue Platz erhielt in Erinnerung an Oberst Kurt von dem Borne den Namen „Borneplatz“.
Da im Oktober 1912, als das Regiment sein III. Bataillon erhielt, in dessen neuen Garnisonsstadt die Kaserne noch nicht bezugsfertig war, musste es sich vorerst die Lagerbaracken des Lockstedter Lagers mit dem dortigen Fußartillerie-Regiment Nr. 20 teilen. Für den 1. Oktober 1914 war der Bezug der neuen Kaserne vorgesehen. Zu jenem Zeitpunkt war das Regiment jedoch bereits vor Dreslincourt.

### Friedenszeit
Bereits 1898 nahm das Regiment als Korpsfremdes Regiment am Kaisermanöver, was in Hannover und Westfalen zwischen den Armee-Korps VII. und X. stattfand, teil. Es war dabei die einzige militärische Einheit des IX. AK.
1904 starben aber auch die ersten Regimentsmitglieder. Sie hatten sich zur Schutztruppe für Südwestafrika gemeldet und fielen im Kampf gegen die Hereros.
Zum 1904 in Mecklenburg stattfindenden Kaisermanöver trat das Regiment erstmals mit einem III. Bataillon an, dass aus zur Übung eingezogenen Reservisten bestand.
Alljährlich marschierte das Regiment zu Gefechts- und Schießübungen sowie dem abhalten des Batillons-, Regiments- und Brigadeexerzierens ins Lockstedter Lager.
Die Schießübungen fanden in Krogaspe statt, das Exerzieren wurde auf dem Ehndorfer Exerzierplatz geübt. Der Platz genügte jedoch nach bald nicht mehr den an ihn gestellten Anforderungen. Ein diesen Anforderungen genügender Platz wurde an der Boostedter Chaussee erworben.
Dieses wurde vorerst Heimat des 1912 aufgestellten zusätzlichen Bataillons.
Ab 1. Oktober 1913 war die MG-Kompanie zu sechs bespannten Gewehren etatmäßiger Bestandteil des Regiments.
|                    | Offizier | Mann  | Pferde | MG | Σ     |
| ------------------ | -------- | ----- | ------ | -- | ----- |
| Verpflegungsstärke | 85       | 3.303 | 232    |    | 3.629 |
| Gefechtsstärke     | 68       | 2997  |        | 6  | 3.071 |

### Erster Weltkrieg
„Als eine Truppe von hohem militärischem Wert sollte das Regiment Nr. 162, und somit auch dieses, nun vielfach an gefährdeten Frontabschnitten eingesetzt werden.“
Mit seinem Schwesterregiment bildete es die 81. Infanterie-Brigade. Diese wurde zu Beginn des Ersten Weltkriegs Bestandteil der 17. Reserve-Division, welche dem IX. Reserve-Korps (Nordarmee) angegliedert war.

#### 1914
Nach der Mobilmachung wurde das Regiment zuerst beim Grenzschutz in Nord-Schleswig eingesetzt. Von hier wurde es nach Belgien versetzt. In Löwen machte es seine ersten, von ihnen seinerzeit als Kampferfahrungen gewerteten, Erfahrungen bei den dortigen Vorkommnissen. Nach dem Einmarsch in Frankreich kämpfte es bei der Schlacht in Noyon und an der Oise. Der Bewegungs- wich dem Stellungskampf bei Laucourt und Cannectancourt.

#### 1915
Nach der Schlacht bei Soissons folgen wieder Stellungskämpfe bei Cannectancourt und Laucourt. Ab März 1915 wurde das Regiment, per Befehl, um ein Halbbataillon (13. und 14. Kompanie) vergrößert. Im Anschluss an die Schlacht bei Moulin-sous-Touvent kehrte man zurück nach Laucourt, bevor das Regiment zu den Stellungskämpfen ins Artois verlegt wurde.

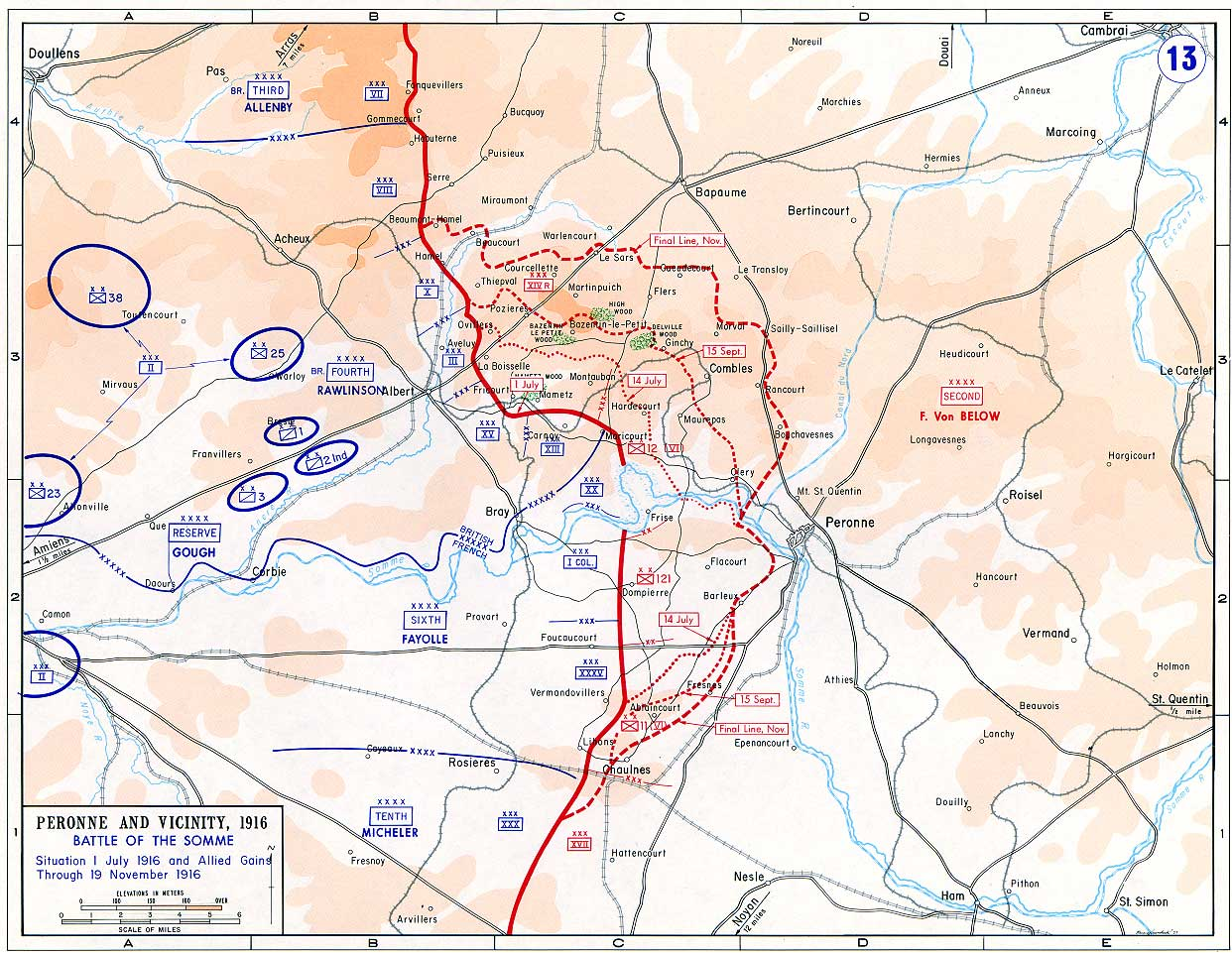
Sommeschlacht

#### 1916
Vom Artois kommend nahm das Regiment, am gleichen Tag an dem die Schlacht um Verdun begann, an der Erstürmung der Gießeler Höhe teil. Im Schwesterregiment kämpfte der aus Worpswede bekannte Maler Hans am Ende. Dieser hielt dieses Ereignis in einem Gemälde für seine 162er, für die 163er und deren späteren Regimentschef Max von Boehn, zu dessen 50-jährigem Dienstjubiläum fest.
Nach einer Ruhepause in Douai wurde das Regiment zu den Stellungskämpfen und der Erstürmung der Vimy-Höhe, Operation „Schleswig-Holstein“ (21. Mai 1916), bevor es nochmals nordöstlich Douais eine Ruhepause hatte. Nun folgten zwei Einsätze, unterbrochen von einer Ruhepause im Etappengebiet der 6. Armee und der Schlacht bei Hulluch, in der Schlacht an der Somme.
Bei den Einsätzen an der Somme verlor das Regiment: 71 Offiziere sowie 2.177 Unteroffiziere und Mannschaften.
Von dort ging es zu den Stellungskämpfen bei Verlorenhoek, die für das Regiment bis in den Januar des Folgejahres hinein andauerten.

#### 1917

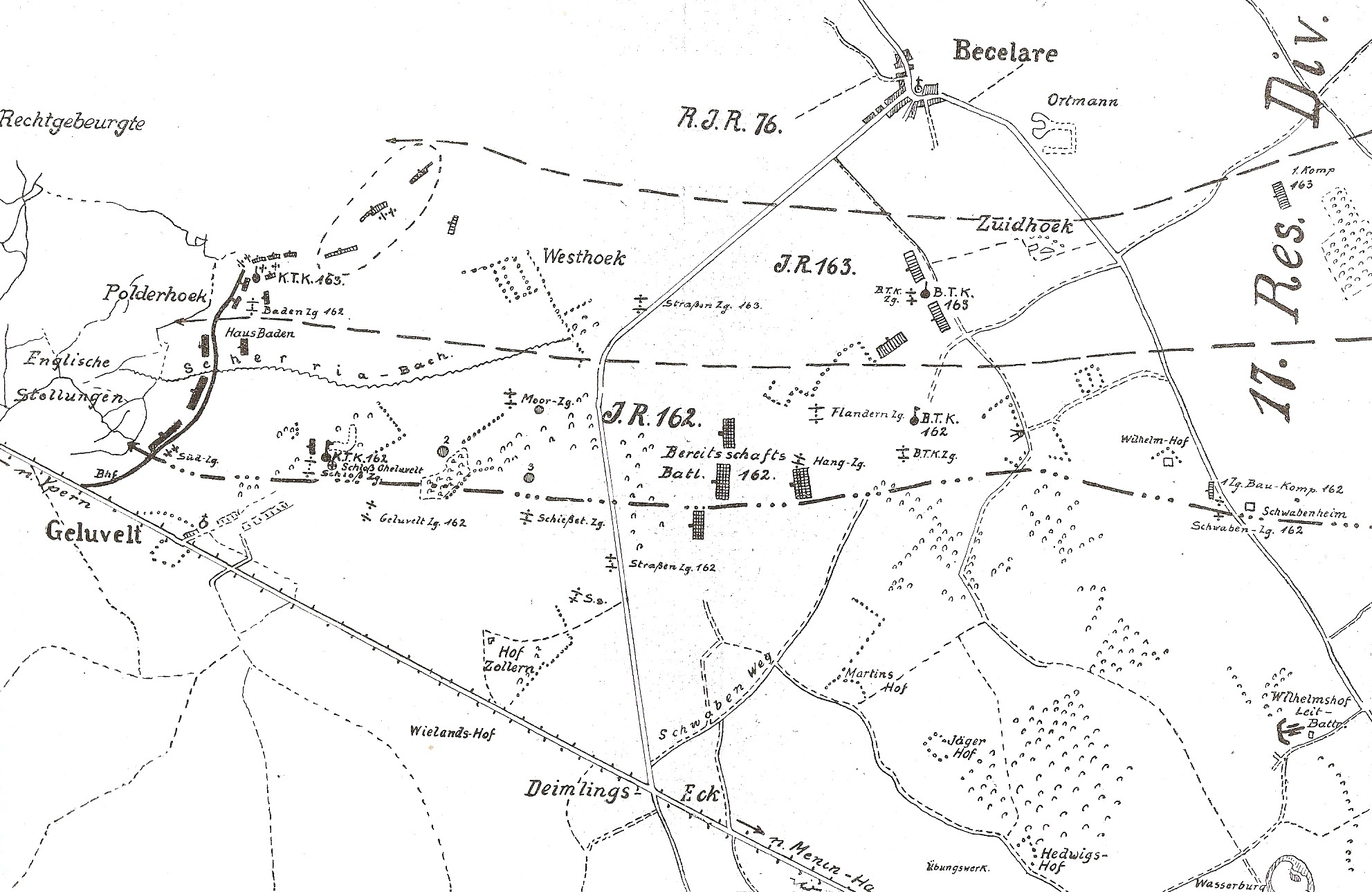
Stellung Anfang Dezember bei Polderhoek

Nach einer Ruhe östlich von Brügge ging es zurück zu den Stellungskämpfen bei Verlorenhoek. Das Regiment kämpfte in der Frühjahrsschlacht bei Arras bei Monchy. Obwohl sie von den Engländern bereits an der Somme eingesetzt wurden, stieß das Regiment hier erstmals auf die Tanks. Während des dreitägigen Einsatzes verlor das Regiment 22 Offiziere sowie 874 Unteroffiziere und Mannschaften.
Im Anschluss ruhte das Regiment im Gebiet der 2. Armee. Die Ruhequartiere lagen um Solesmes in der sogenannten Kanalgruppe. Diese Gruppe stand unter dem Befehl des Kommandierenden Generals des VI. Reserve-Korps – dem einstigen Regimentskommandeur Kurt von dem Borne. Im Folgenden wurde es zwischen Lens St. Pieres und der Kohlenhalde von Loos eingesetzt sowie den Stellungskämpfen im Abschnitt „P“.
In der Ruhezeit südlich Douais wurde dem Regimentskommandeur per A. K. O. vom 20. Mai der Orden Pour le Mérite verliehen, den er zwei Tage darauf bei der Parade in Fénain aus der Hand Wilhelms II. erhielt.
Zurück an der Front führte es Stellungskämpfe am Vert-Wald. Dort besichtigte der Führer der Gruppe Arras, Generalleutnant Otto von Moser, am 7. Juli das Ruhe-Bataillon in Bellonne. Man löste das Infanterie-Regiment „Kaiser Friedrich, König von Preußen“ (7. Württembergisches) Nr. 125 vor Monchy ab, kämpfte im Abschnitt „D“ (Siegfriedstellung bei St. Quentin) und „F“ (um Chérisy herum).
Hier traf am 3. November gegen Mittag beim Ruhe-Bataillon in der Etappe bei L’Ecluse aus Dury kommend eine Abordnung des Reichstags ein. Nach Inaugenscheinnahme der Ruhequartiere fuhr sie weiter.
Zwei Wochen später wurde das Regiment zum Schloß Polderhoek in der Flämischen Region Vlaams Gewest verlegt.

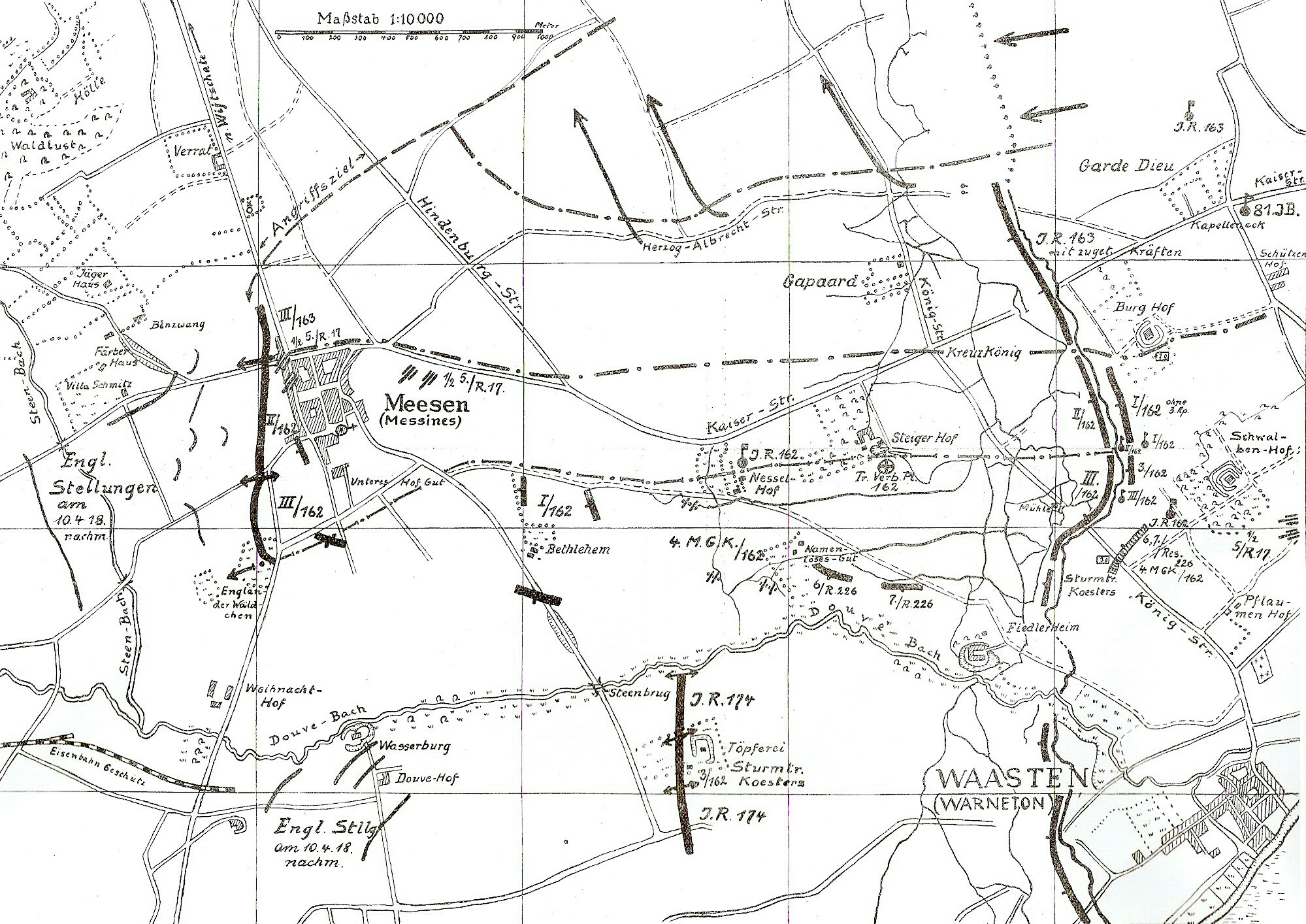
10. April 1918

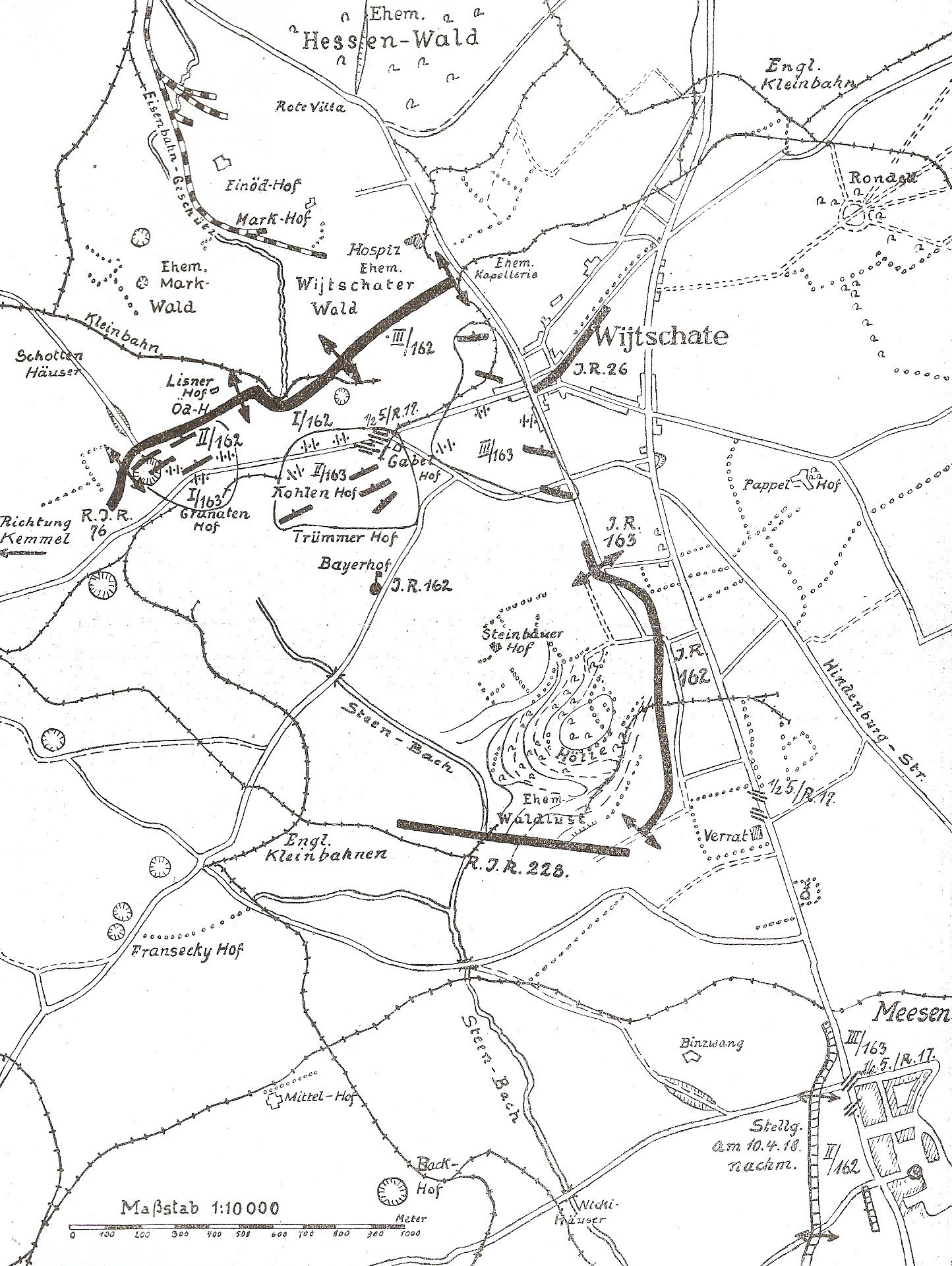
Kurz darauf

Manteuffel-Kaserne in Straßburg

#### 1918
Nach der Erholung zum Jahreswechsel in Kortrijk wurde der Verband in die Stellungskämpfe bei Houthem und Zandvoort geschickt und fungierte als Flügelregiment der 4. Armee. Rechts lagen die Lübecker (162), links schloss die 6. Armee an. Geübt wurde, um den Blicken des höher gelegenen Feindes zu entgehen, in Menen. Einer solchen Übung wohnt am 7. März 1918 General der Infanterie Erich Ludendorff bei.
Die Reserve-Division wurde auf die rechte Seite des Kemmels verlegt. Dort nahm es bei der Schlacht um den Kemmel als Teil der Vierten Ypernschlacht teil. Sie eroberte Meesen und Wytschate (auch Wijschate genannt). Bei dem elftägigen Einsatz verlor das Regiment 45 Offiziere sowie 643 Unteroffiziere und Mannschaften.
Im Ruhequartier erreichte am 30. Mai auf dem Übungsplatz aus dem Hofzug vom Chef des Militärkabinetts, Freiherr Marschall, die Nachricht der Auszeichnung, dass der Kaiser dem Generaloberst der 7. Armee und Sieger an der Aisne, Max von Boehn, als Anerkennung des Sieges zum Chef des Regiments ernannt hatte.
Nach Beendigung der Ruhezeit wurde das Regiment in das Gebiet der 7. Armee, Heeresgruppe „Deutscher Kronprinz“, verlegt. Hier wollte es ihr Chef am Nachmittag des 5. Juni in Fressancourt begrüßen. Am Morgen erhielt es jedoch den Befehl umgehend in die Picardie, wo es die ersten beiden Jahre verbracht hatte, zur 18. Armee (Oskar von Hutier) zu marschieren. Hier war man zwischen Lataule und Cuvilly.

#### Rückzugskämpfe
Von hier marschierte das stark dezimierte Regiment, über Stätten die es aus den Jahren bis 1916 gut kannte, zur Rekonvaleszenz nach Bohain. Dort sollte das Regiment am Sedantag, zusammen mit den anderen Deputationen der 17. Reserve-Division die an ihm vorbeiparadierten, endlich ihren Chef treffen. Es sollte auch das einzige Mal bleiben.
Nachdem es mit Teilen des aufgelösten Infanterie-Regiments Nr. 265 aufgefüllt worden war, wurde es nach dem Abschnitt Verdun zwischen die Orte Duzey und Nouillon verlegt und der Armeeabteilung C als Heeresgruppenreserve (HGrR) unterstellt.
Von hier aus wurde das Regiment nach Meulebeeke (Gruppe Houthoulst) in Flandern, allerdings wieder nur als HGrR, versetzt. Kurz darauf ging es zurück in die Heeresgruppe Boehn nach Landrecies östlich von Le Câteau. Von dort musste es zurückweichen auf die Hermann-II-Stellung – ein Bataillon nach Pommereuil die anderen nach Fontaine-au-Bois.
Mit deren Ablösung enden die Gefechtshandlungen des Regiments am 24. Oktober 1918.
Die Regimentsverluste des Ersten Weltkriegs verteilten sich wie folgt:
|                 | 1914 | 1915 | 1916 | 1917 | 1918 | Σ    |
| --------------- | ---- | ---- | ---- | ---- | ---- | ---- |
| Offiziere       | 11   | 16   | 27   | 27   | 43   | 124  |
| I. Bataillon    | 140  | 33   | 368  | 194  | 148  | 883  |
| II. Bataillon   | 88   | 172  | 230  | 169  | 177  | 836  |
| III. Bataillon  | 125  | 14   | 290  | 236  | 157  | 822  |
| MW-Kompanie     | --   | --   | --   | --   | 9    | 9    |
| Bau-Kompanie    | --   | --   | 1    | 9    | 9    | 19   |
| Σ Rgt.-Verluste | 364  | 235  | 916  | 635  | 543  | 2693 |

#### Ersatz-Bataillon
Zeitgleich mit der Mobilmachung wurde am 2. August 1914 ein Ersatz-Bataillon des Regiments in Lübeck aufgestellt. Dessen 3. und 4. Kompanie traten am 11. August zum Brigade-Ersatz-Bataillon 81 über. Aus jenem wurde das IV. Bataillon des Infanterie-Regiments Nr. 362 formiert. Es war zudem der Ersatztruppenteil des 1916 durch das AOK 6 formierten Infanterie-Regiments Nr. 394.
Am 3. November 1918 wandte sich der Chef der Marinestation der Ostsee und des Gouvernements Kiel, Admiral Souchon, nicht, um dem Kieler Matrosenaufstand Herr zu werden, an den Obermilitärbefehlshaber im Heimatgebiet, sondern unmittelbar an das Stellvertretende Generalkommando des angrenzenden Korpsbereichs in Altona.
Deren Kommandierender General beauftragte daraufhin den Truppenführer des dem Kieler Festungsbereichs nächstgelegenen stellvertretenden Brigadekommandos, Harry von Wright, alle verfügbaren Infanteriekräfte aus dem ihm unterstellten Ersatzbataillonen unter einheitlichen Befehl zu sammeln und noch in der gleichen Nacht nach Kiel zu befördern. Das Generalkommando ließ in Lübeck und Neumünster für deren Transporte Züge bereitstellen. Wright alarmierte die Ersatzbataillone der 162er und des dortigen Rekrutierungsbüros des Schleswiger Reserve-Regimentes der 84er in Lübeck, sowie der 163er in Neumünster. Da es jedoch in der Nacht hieß, dass die Unruhen in Kiel bereits unterdrückt wären, wurden die eingeleiteten Maßnahmen schon vor Mitternacht rückgängig gemacht.
Bereits am nächsten Morgen lebten die dortigen Unruhen wieder auf. Souchon ersuchte um 10 Uhr den Chef vom stellvertretenden Generalstabs des Korps um Truppenhilfe aus Rendsburg (85er) und Lübeck. Wright ist daraufhin um 11 Uhr telefonisch aus Altona zum Befehlshaber sämtlicher gegen Kiel in Marsch zu setzenden Ersatzbataillone ernannt worden.
Wrights Plan zufolge waren alle aus dem Korpsbereich anrollenden Eingreiftruppen südlich von Kiel zu sammeln, um dann mit vereinter Macht in Kiel einzumarschieren. Der Plan fußte auf seinen „Erfahrungen der Kriegsgeschichte“ und auf der bis zu den Brigadestäben verteilten Generalstabsstudie aus dem Jahr 1908 über den „Kampf in insurgierten Städten“.
Da es jedoch vom Standpunkt Souchons aus als ausgeschlossen galt, dass ein Truppenbefehlshaber des Landheeres auf dem Gebiet des Marinekriegshafens Kiel den Befehl führe, lehnte er Wright samt dessen Plan kategorisch ab. Er setzte sich mit dem Militärbefehlshaber in Altona in Verbindung und es gelang ihm, sich unter der weitgehenden Behauptung seiner persönlichen Reputation und Immediatstellung, mit diesem zu verständigen. Noch am Mittag wurde Wright in Lübeck vom Generalkommando telefonisch in Kenntnis gesetzt, dass von seinem Kommando entbunden wäre und die Eingreiftruppen unter dem direkten Befehl Souchons ständen. Dieser wollte mit Hilfe der letzten ihm noch ergebenen Formationen und der ihnen zugeführten Heerestruppen innerhalb des Festungsbereichs Remedur schaffen.
Entgegen den eindringlichen Gegenvorstellungen des von ihm abgelehnten Heeresführers ließ das Stationskommando alle mit Eingreiftruppen besetzten Sonderzüge in den Hauptbahnhof der von Aufrührern beherrschten Stadt einfahren. Die revolutionär gestimmte Menge überrumpelte dort die einfahrenden Transporte.

### Verbleib
Laut dem Waffenstillstand von Compiègne war Elsaß-Lothringen binnen 15 Tagen nach Abschluss des Abkommens zu räumen. Die 17. Reserve-Division erhielt den Auftrag während jener Zeit den Sicherheitsdienst um Straßburg herum zu gewährleisten. Das Regiment sicherte zuerst Landau, dann Mittersheim, bevor es am 12. November 1918 über Pfalzburg und Zabern nach Straßburg kam. Hier bezog es die Margarethen-Kaserne, die bis vor kurzem Sitz des Infanterie-Regiments „Großherzog Friedrich von Baden“ (8. Württembergisches) Nr. 126 war.
Deren Regimentsgeschichte vermerkt ein Einschreiten zur Aufrechterhaltung von „Ruhe und Ordnung“, als am 18. November versucht wurde die Bekleidungsämter der Manteuffel-Kaserne, bis Kriegsende 3. Unter-Elsässisches Infanterie-Regiment Nr. 138, zu plündern.
In der Nacht zum 21. November wurden die Posten von den neuen Machthabern abgelöst und Frankreich über den Rhein in Richtung Kehl verlassen. Das Regiment traf am 22. November 1918 in Neumünster ein und wurde über die dortige Abwicklungsstelle demobilisiert. Am 27. November 1918 fand im Kasernenhof ein Regimentsappell mit anschließender Parade vor Oberbürgermeister Max Röer statt. Nach dessen Beendigung hörte das Schleswig-Holsteinsche Infanterie-Regiment Nr. 163 auf zu existieren.
Aus demobilisierten Teilen bildete sich das Freiwilligen-Infanterie-Regiment 163 mit einer MG-Kompanie. Dieses ging im Juni 1919 im I. Bataillon des Reichswehr-Infanterie-Regiments 18 auf. Die Tradition übernahm in der Reichswehr durch Erlass des Chefs der Heeresleitung General der Infanterie Hans von Seeckt vom 24. August 1921 die 6. Kompanie des 6. Infanterie-Regiments in Eutin. Sie verwahrte unter anderem den Degen des Oberleutnants Haering.

## Regimentschef
Erster und einziger Regimentschef war seit 30. Mai 1918 Generaloberst Max von Boehn.

## Kommandeure
| Dienstgrad     | Name                                 | Datum                                                            |
| -------------- | ------------------------------------ | ---------------------------------------------------------------- |
| Oberst         | Eugen von Doemming                   | 01. April 1897 bis 15. Juni 1900                                 |
| Oberst         | Fedor Gynz von Rekowski              | 16. Juni 1900 bis 23. April 1904                                 |
| Oberst         | Emil Heyn                            | 24. April 1904 bis 21. April 1905                                |
| Oberst         | Arthur Stern und Walther von Monbary | 22. April 1905 bis 17. Oktober 1907                              |
| Oberst         | Kurt von dem Borne                   | 18. Oktober 1907 bis 19. März 1911                               |
| Oberst         | Otto Trützschler von Falkenstein     | 20. März 1911 bis 21. März 1913                                  |
| Oberst         | Wilhelm von Rosen                    | 22. März bis 17. August 1913                                     |
| Oberst         | Georg von Rode                       | 18. August 1913 bis 1. August 1914                               |
| Oberstleutnant | Hermann Jahn                         | 02. August bis 16. September 1914                                |
| Oberstleutnant | Alexander Kutscha                    | 20. September 1914 bis 24. April 1915                            |
| Oberstleutnant | Georg Sick                           | 25. April bis 23. September 1915                                 |
| Major          | Holger Ritter                        | 24. September bis 27. Dezember 1915 (mit der Führung beauftragt) |
| Oberstleutnant | Georg Sick                           | 28. Dezember 1915 bis 23. Juli 1918                              |
| Oberstleutnant | Bogislav von Bagenski                | 25. Juli 1918                                                    |

Oberstleutnant Jahn, gefallen am 16. September 1914 bei Elincourt

- Major Holger Ritter, Führer des III. Bataillons, wurde während des zweiten Einsatzes an der Somme am 6. Oktober 1916, das Bataillon II/163, I/162 (Führung Otto Dziobek) und dem I. Bataillon des Reserve-Infanterie-Regiments Nr. 76 unterstellt. Das temporär eigenständige Regiment firmierte als Regiment „Ritter“. Am 16. März 1917 übernahm Major Ritter für den zu einem Lehrgang in die Gas-Schule abkommandierten Kommandierenden die Führung des Reserve-Infanterie-Regiments Nr. 76.

## Sonstige Offiziere
- Karl von Rettberg war Kommandeur des III. Bataillons. Bei den Vorkommnissen von Löwen wurde er verletzt. Genesen zum Regiment zurückgekehrt, wurde er nach der Schlacht von Noyon zum Kommandeur des Infanterie-Regiments „Lübeck“ (3. Hanseatisches) Nr. 162 ernannt.[15]

## Sonstiges

### Vereine
- Bund der Vereinigungen ehem. 163er
  - Traditionsverband des ehem. Schleswig-Holsteinschen I.R. 163 (Neumünster)
  - Verein ehemaliger 163er (Lübeck)

### Denkmale
Gedenkstein an Oberleutnant Heinricht Haering, Angehöriger des Infanterie-Regiments Nr. 163, Neumünster / Holstein, ab 01.04.1897 bis 1904, danach im April 1904 Versetzung nach Deutsch-Südwest-Afrika (Nachrichten / Fernmeldeanteil), existiert noch in Neumünster, siehe nachfolgenden Sachstand.
Das Denkmal / Ehrenmal an das Schleswig-Holsteinsche Infanterie-Regiment Nr. 163, Neumünster / Holstein, steht ab 09.06.2015 in der Preusser-Kaserne, Eckernförde / Schleswig-Holstein, s. nachfolgend geschriebenen Sachstand.
- Gedenkstein für den während der Niederschlagung des Hereroaufstandes gefallenen Regimentsangehörigen Oberleutnant Haering († bei Kowes, Deutsch-Südwest-Afrika 17.05. 1905) im Garten des Offizierskasinos. Der Gedenkstein steht seit dem Jahr 1926 an der Kirchenaußenwand der Ev.-Luth. Anschar-Kirche in Neumünster.[16] Der Gedenkstein ist bis dato, Mai 2025, noch an der Außenwand der Ev.-Luth. Anscharkirche, Christianstraße, Neumünster / Holstein, existent.
- Denkmal für die Gefallenen des Regiments in Neumünster
- Das Denkmal / Ehrenmal des Schleswig-Holsteinschen Infanterie-Regiments Nr. 163, Neumünster (1.4.1897-1919) Infanterie-Kaserne, Goebenstraße (ab 1. April 1938 „Sick-Kaserne“), Neumünster, stand seit Juli 2003 in der Rantzau-Kaserne, von-dem-Borne-Straße 14, D-24598 Boostedt[17], am 09.06.2015 verlegt in die Preusser-Kaserne, Eckernförde / Schleswig-Holstein.
- Das Denkmal / Ehrenmal wurde am 21.05.1922, Standort: Am Teich, Neumünster / Holstein, eingeweiht. 1953 verlegt in Renck`s Park, Neumünster, seit 1988 verlegt in die Sick-Kaserne, Offizierheimgarten, Goebenstraße 1–13, Neumünster / Holstein; 1994 verlegt in die Hindenburg-Kaserne, Färberstraße 92, Neumünster / Holstein; Juli 2003 verlegt in die Rantzau-Kaserne, Von-dem-Borne-Straße 14, 24598 Boostedt, vor das Stabsgebäude, Gebäude Nr. G 6 (Giebelseite zur Straße in der Kaserne), intern weiterverlegt innerhalb der Rantzau-Kaserne vor das Gebäude P 12 auf der Rasenfläche davor in einer Gesamtansicht der angelegten Gedenkstätte; von dort anl. der Auflösung der Rantzau-Kaserne in die Preusser-Kaserne, Eckernförde / Schleswig-Holstein am 09.06.2015 und steht dort noch bis heute (Mai 2025).

Das Denkmal steht seit dem 9. Juni 2015 in der Preusser-Kaserne, Flensburger Straße 61–65, Eckernförde/Schleswig-Holstein. Verlegt aufgrund der Aufgabe der Rantzau-Kaserne, D-24598 Boostedt, durch die Bundeswehr.
Denkmal/Ehrenmal: Einweihung am 21. Mai 1922 in Neumünster / Holstein (aufgestellt Am Teich, gegenüber vom Courier-Haus, nunmehr abgerissen und dafür erbaut Einkaufszentrum „Holsten-Galerie“, Neumünster).
Am 15. August 1988 hat die Stadt Neumünster-Der Magistrat – unterschreiben vom Magistratsdirektor Rolf Kruse geschrieben, dass das Eigentum an dem Denkmal unklar (hat keine Unterlagen gefunden). Diese Schilderung ist unverständlich, da nachstehende Originalunterlagen vorhanden sind, die das Eigentum der Stadt Neumünster u. a. belegt:
1. Originalfestschrift: "Ehrenmal-Weihe in Neumünster am 20. und 21. Mai 1922". S. 14, unter Festfolge: Ziffer 2) und 3) = Übergabe durch den Verein "Ehem. 163er", Oberst a. D. Georg Sick,  an die Stadt Neumünster und Übernahme durch die Stadt Neumünster, Oberbürgermeister Detlef Schmidt(Stadtarchiv Neumünster, eigener Bestand Rolf Postel), Originalfestschrift auch im Stadtarchiv Neumünster / Holstein, Register-Nr.: 251, Liege-Nr.: 200 / II.
2. Holsteinischer Courier, Neumünster, Sonntag, 21. Mai 1922, Sondernummer des Holsteinischen Courier für die Denkmalweihe (21. Mai). abgedruckte Rede des Oberbürgermeisters Detlef Schmidt, Stadt Neumünster, Bestand im Stadtarchiv Neumünster /Holstein.
3. Rede zur Übernahme des Ehrenmals; Holsteinischer Courier, Neumünster, Montag, 22. Mai 1922, Nr. 118 im 51. Jahrgang., Artikel: "Der denkwürdige Tag der 163er ". (Stadtarchiv Neumünster /Holstein;  eigener Bestand Rolf Postel).
4. Mit Aufgabe der Rantzau-Kaserne, Von-dem-Borne-Straße 14, 24598 Boostedt, wurde das Denkmal am 09.06.2015 in die Preusser-Kaserne, Eckernförde / Schleswig-Holstein überführt, wurde dort auch restauriert. Offizielle der Stadt Neumünster meinten, dass ein Eigentum an dem Denkmal nicht gegeben sei. Dies ist umso verwunderlicher, da mit der Festschrift, s. obige Ziffer 1., zur Einweihung des Ehrenmals in Neumünster, 21. Mai 1922 im Stadtarchiv Neumünster und auch die abgedruckte Rede des amtierenden Oberbürgermeisters Detlef Schmidt zur Übernahme des Denkmals im Holsteinischen Courier, Neumünster (Sindernummer) vom 21. Mai 1922 abgedruckt ist.

## Verweise